# Pablo Isla
Pablo Isla Alvarez de Tejera, född 22 januari 1964 i Madrid i Spanien, är en spansk jurist och företagsledare.
Pablo Isla utbildade sig till jurist på Universidad Complutense de Madrid, med examen 1987.
Han var 1989–1991 jurist på det spanska transport-, kommunikations- och turistministeriet och 1992–1996 chefsjurist på Banco Popular Español. År 1996 blev han chef för avdelningen för statlig egendom på spanska ekonomi- och finansministeriet, och 1998 återkom han till Banco Popular Español som chefsjurist. Han var 2000–2005 styrelseordförande för tobaksföretaget Altadis. År 2005 blev han vice ordförande och verkställande direktör för Inditex, för att 2011 bli ordförande och vd.